# Associação de Proteção Aérea do Reich
A Associação de Proteção Aérea do Reich (em alemão:  Reichsluftschutzbund; RLB) foi uma organização paramilitar na Alemanha Nazista encarregada de precauções contra ataques aéreos em áreas residenciais e entre pequenas empresas.

## Propósito

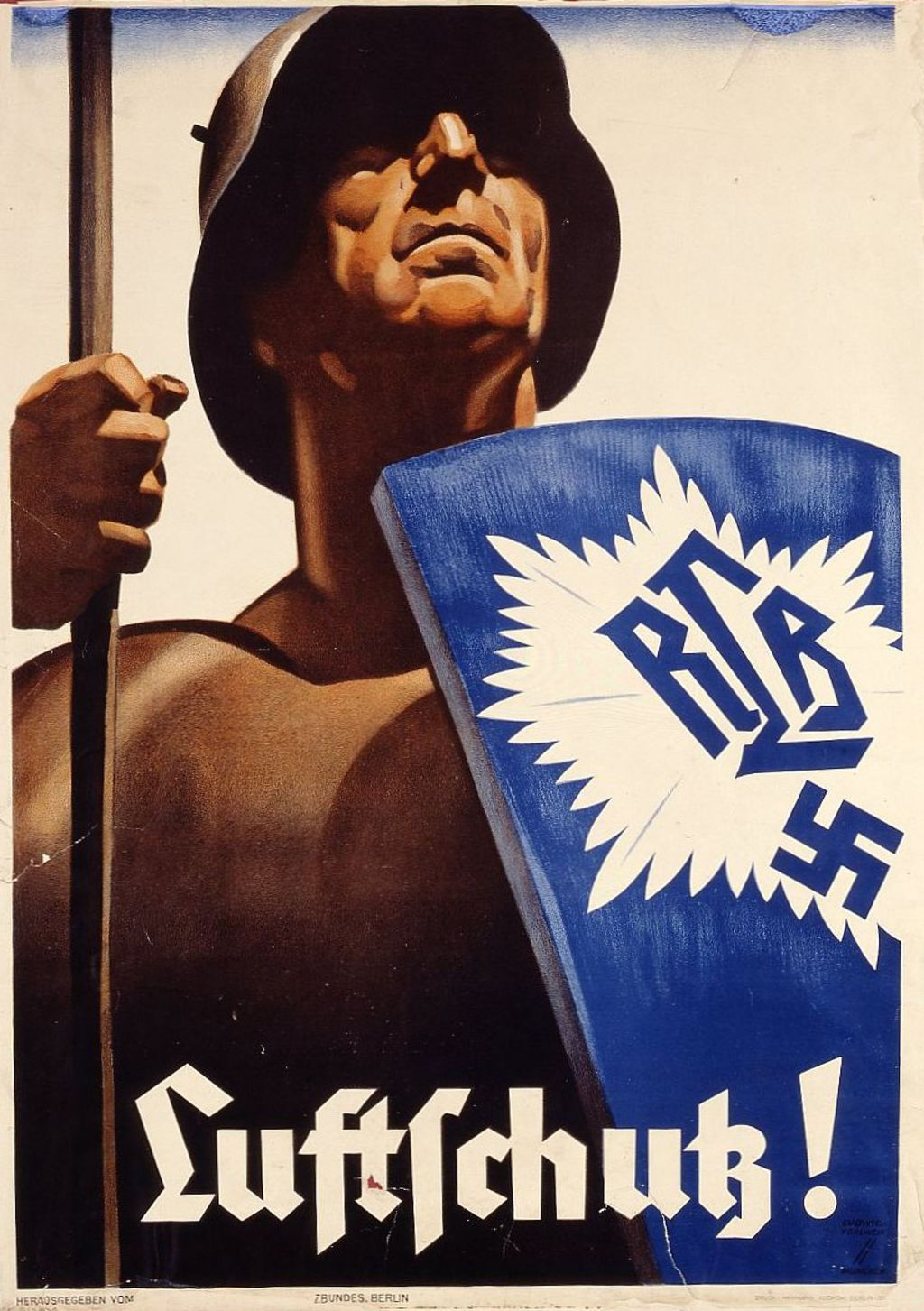
Pôster RLB de c. 1943

A RLB foi organizada por Hermann Göring em 1933 como uma associação ou liga voluntária. As associações voluntárias existentes de precaução contra ataques aéreos foram forçadas a se fundir com a RLB. Em 1939, a RLB tornou-se uma Körperschaft des öffentlichen Rechts ("Organização não-governamental quase autônoma"), enquanto em 1944 tornou-se uma organização afiliada ao Partido Nazista. A RLB foi dissolvida pelas Potências Aliadas após o fim da Segunda Guerra Mundial. Seu sucessor na República Federal da Alemanha foi a Bundesverband für den Selbstschutz.
A RLB estava encarregada de educar e treinar homens e mulheres alemães comuns nos procedimentos de defesa civil necessários para o nível básico de auto-ajuda local da população civil contra ataques aéreos. O nível local foi formado em torno de guardas antiaéreos e operado em pequenos esquadrões de primeira intervenção. O treinamento inclui combate a incêndios, proteção contra armas químicas, procedimentos de comunicação e preparação de casas e apartamentos contra ataques aéreos.

## Organização

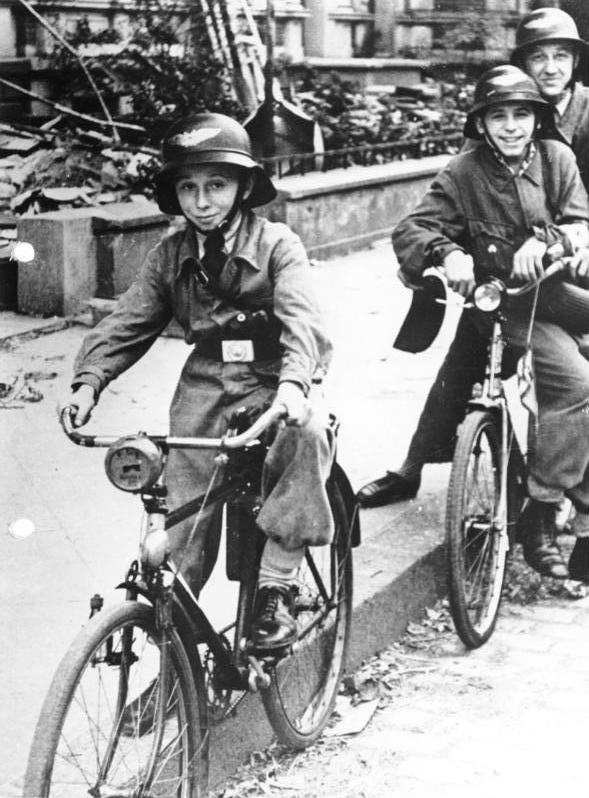
Meninos servindo como mensageiros da organização local de precaução contra ataques aéreos, com capacetes RLB.

Em 1939, a RLB tinha cerca de 15 milhões de membros, 820.000 funcionários voluntários (dos quais 280.000 mulheres) e 75.000 unidades locais. Os membros foram treinados em 3.800 escolas de defesa civil com 28 mil instrutores.
- A RLB era liderado por um Präsidium, cujo presidente, e vice-presidente e chefe de gabinete, eram oficiais-generais da ativa da Luftwaffe. O presidium era em si um departamento imediatamente subordinado ao Ministério da Aviação.
- Contíguo a cada Luftgaukommando (comando distrital aéreo) estava um RLB-Gruppe (grupo RLB) sob um líder auxiliado por 46 funcionários em tempo integral.
- Para cada Regierungsbezirk havia um RLB-Bezirksgruppe (grupo regional).
- A organização básica era o RLB-Revier, um para cada delegacia de polícia das cidades, ou o RLB-Gemeinde-Gruppe, um para cada município urbano ou rural para o resto do país. No caso de uma cidade com vários distritos, a organização municipal foi chamada de RLB-Ortsgruppe (grupo local). Vários grupos municipais formaram um RLB-Ortskreisgruppe, um para cada Landkreis. Cada Ortsgruppe e Ortskreisgruppe tinham um líder e uma equipe de nove membros, dos quais cinco eram funcionários assalariados em tempo integral.
- As organizações básicas tinham um número variado de Untergruppen (subgrupos) divididos em Blöcke (blocos) sob Blockwarte (guardas de bloco) que controlavam e faziam ligação com uma série de Luftschutzgemeinschaften (comunidades de proteção contra ataques aéreos) sob Luftschutzwarte (guardas contra ataques aéreos). Cada comunidade consistia em um prédio de apartamentos ou em vários edifícios menores, embora um grande complexo de apartamentos pudesse ter várias comunidades. Além do diretor, a comunidade deverá ter um vice-diretor, abrigar bombeiros, ajudantes e mensageiros como esquadrão de primeira intervenção. O dever nesses esquadrões era obrigatório (Notdienstpflicht) para a população civil.